# Vineyard Haven
Vineyard Haven – jednostka osadnicza w Stanach Zjednoczonych, w stanie Massachusetts, w hrabstwie Dukes.